# Lune (fiume)
La Lune è un fiume tedesco che scorre interamente in Bassa Sassonia ed è un affluente del Basso Weser, alla sua destra orografica.
A seguito di grosse opere idrogeologiche, l'antico percorso del fiume (fin dal XVII secolo esso fu un'importante via d'acqua navigabile) venne modificato nel XX secolo ed ora esso si divide in due rami: quello principale (Neue Lune), che si getta nelle acque del Basso Weser, poco a sud di Dedesdorf, frazione del comune di  Loxstedt, ed un secondo ramo (Alte Lune), che sfocia a Fischereihafen, sobborgo di Bremerhaven. Il corso principale è lungo circa 43 km.